# ポール・レノー

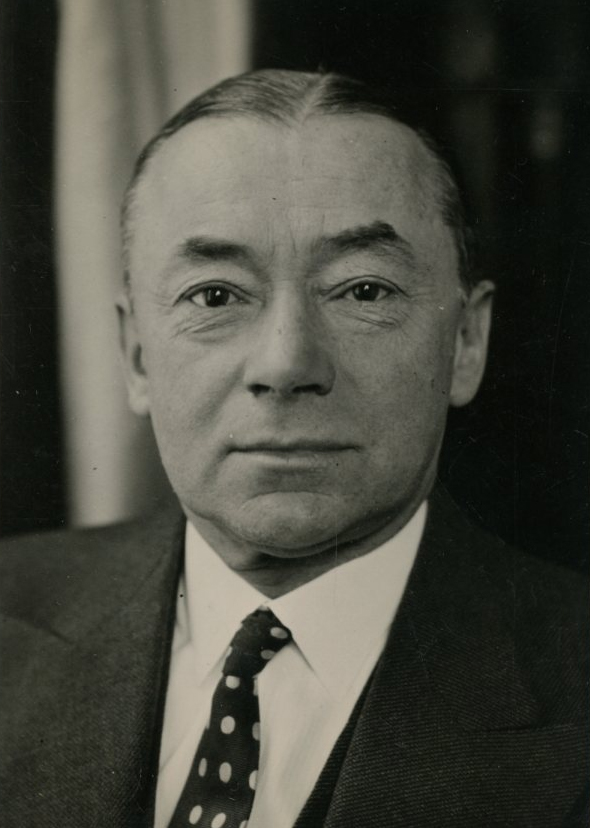
ポール・レノー

ポール・レノー（Paul Reynaud, 1878年10月15日 - 1966年9月21日）は、フランスの政治家、首相（在任：1940年3月21日 - 6月16日）。レイノーとも表記。

## 生涯
バルスロネット出身。HEC経営大学院でディプロム取得し、また法律を学んだ。第一次世界大戦に従軍後、地元選出の代議士、1919年にパリ選出の代議士として国政に参加し、議会では中道右派と手を組んだ。様々な首相のもとで閣僚を務め、世界恐慌後の1930年代には、平価切り下げによる不況克服を提唱し、シャルル・ド・ゴール大佐の機甲師団創設案を支援する。
その後、エドゥアール・ダラディエ首相の下で財務大臣、外務大臣、陸軍大臣を務めた。第二次世界大戦中の1940年3月、辞職したダラディエに代わり首相を務める。同年5月のナチス・ドイツのフランス侵攻に際しては、敗勢が濃くなってからも抗戦継続を唱えたが、休戦派に屈し6月に辞職する。
1943年までヴィシー政権及びドイツにより拘禁され、のちにオーストリアのイッター城収容所に移されたが、1945年のイッター城の戦いを経て自由フランス軍に救出された。
第二次世界大戦後の1946年に憲法議会議員に選出され、後に再び代議士・国務大臣を歴任。ド・ゴール政権下では一貫して野党の立場を貫き、1965年大統領選では決選投票でミッテラン支持に回った。1966年に死去。